# Орисия
„Орисия“ е български игрален филм (драма) от 1983 година, по сценарий и режисура на Никола Корабов. Оператор е Пламен Сомов. Създаден е по мотиви от разказа „Дервишово семе“ на Николай Хайтов. Звуковото оформление във филма е на Никола Корабов.

## Сюжет
Орисия е екранизация по разказа на Николай Хайтов „Дервишово семе“ – за любовта и пречките пред нея, за традициите и миналото, за отчаянието и примиряването със съдбата. Образът на любимия човек остава завинаги в сърцето – независимо от орисията, която му е отредена…
Високо в планината живеят Бабата и Дядото със своя внук. Идва време, когато решават да го задомят – в къщата е нужна работна ръка, а и Дервишовото семе трябва да се запази, за да продължи родът. Но Момичето и Момчето са почти деца и не знаят що е любов. У Съседа обаче пламва дива страст към Момичето още в деня на сватбата. И когато из махалата се понася мълва, че цялата работа е била само шумотевица и младите още не са мъж и жена, той откупува девойката от братята ѝ срещу два коча. В този миг като че ли времето за Момичето и Момчето спира. Влачено през гори и долища, затворено в чужда къща, насила обладано от Съседа, Момичето трябва да се примири със съдбата си. В първия момент Момчето иска да се самоубие, но го спират и след време то също свива гнездо, отглежда деца. Само че в душата му завинаги се е запечатал ликът на Момичето и води вътрешна борба със себе си – да отвърне ли на стореното зло и обида.

## Състав

### Актьорски състав
| Изпълнител                                   | Роля                    |
| -------------------------------------------- | ----------------------- |
| Елефтери Елефтеров (като Елевтери Елевтеров) | Момчето                 |
| Любен Чаталов                                | Съседа                  |
| Йордан Спиров                                | Дядото                  |
| Христо Гърбов                                | Момчето в ранна възраст |
| Мария Христова                               | Момичето                |
| Леда Тасева                                  | Бабата                  |
| Мария Найденова                              |                         |
| Катя Павлова                                 |                         |
| Цанко Петров                                 |                         |
| Велико Стоянов                               |                         |
| Борис Радивенски                             |                         |
| Иван Дервишев                                |                         |
| Марио Маринов                                |                         |
| Георги Миндов                                |                         |
| Кирил Кривобарски                            |                         |
| Станчо Станчев                               |                         |
| Димитър Добрев                               |                         |
| Йордан Гаджев                                |                         |
| Николай Хаджиминев                           |                         |
| Андон Димитров                               |                         |
| Кирил Кавадарков (некредитиран)              |                         |

### Творчески и технически екип
| Сценарий и режисьор | Никола Корабов                                                                                       |
| Оператор            | Пламен Сомов                                                                                         |
| Художници           | Елиана Стоянова Цветана Янкова                                                                       |
| Костюми             | Елиана Стоянова                                                                                      |
| Монтаж              | Капка Михайлова                                                                                      |
| Звуково оформление  | Никола Корабов                                                                                       |
| Звукорежисьор       | Стефана Сивриева                                                                                     |
| Грим                | Таньо Куков Иванка Горшинина                                                                         |
| Редактор            | Цветана Коларова                                                                                     |
| Втори режисьор      | Коста Биков                                                                                          |
| Втори оператор      | Христофор Калоянов                                                                                   |
| Асистент-режисьори  | Дочо Боджаков Мина Стойкова Вася Панова                                                              |
| Асистент-оператори  | Владимир Станков Александър Иванов Илиан Балинов                                                     |
| Асистент по монтажа | Румяна Бонева Ани Стоянова                                                                           |
| Техник на записа    | Любомир Иванов                                                                                       |
| Комбинирани снимки  | Тотьо Начев                                                                                          |
| Надписи             | Владимир Колев                                                                                       |
| Осветление          | Евстати Тодоров                                                                                      |
| Гардероб            | Свилена Модева Мария Панева                                                                          |
| Реквизит            | Бойко Евтимов Иван Соколов                                                                           |
| Фотограф            | Тодор Стойков                                                                                        |
| Пиротехника         | Дойчин Йондов                                                                                        |
| Организатори        | Ангел Николов Нисим Талви Тихомир Селановски Александър Недялков                                     |
| Директор            | Иван Абаджиев                                                                                        |
| Distributed by      | Българска кинематография Студия за игрални филми „Бояна“ Първи творчески колектив /Copyright © 1983/ |

## Награди
- „Награда за операторско майсторство“ от Съюза на българските филмови дейци, (1983).
- Награда за режисура на Фестивала на българския игрален филм, (Варна, 1984).
- Специална награда на журито на МКФ (Тренто, Италия, 1984).
- Почетен диплом на СИДАЛК (Международен център за кинообразование и култура) на МКФ (Тренто, Италия, 1984).